# Live at Montreux 2003 (album de Yes)
Pour les articles homonymes, voir Live at Montreux 2003.
Albums de Yes
Essentially Yes
(2006)
Live at Montreux 2003 est un double album live de Yes, enregistré en 2003 au Festival de Jazz de Montreux et sorti le 3 septembre 2007.

## Titres

### Disque 1
1. Siberian Khatru - 10:11
2. Magnification - 6:52
3. Don't Kill the Whale - 4:29
4. In the Presence of - 11:05
  1. Deeper
  2. Death of Ego
  3. True Beginner
  4. Turn Around and Remember
5. We Have Heaven - 1:34
6. South Side of the Sky - 9:35
7. And You and I – 11:23
  1. Cord of Life
  2. Eclipse
  3. The Preacher the Teacher
  4. Apocalypse
8. To Be Over - 4:20
9. Clap - 3:48

### Disque 2
1. Show Me - 3:44
2. Rick Wakeman Solo - 4:42
3. Heart of the Sunrise - 11:17
4. Long Distance Runaround - 3:46
5. The Fish (Schindleria Praematurus) - 8:53
6. Awaken - 19:20
7. I've Seen All Good People – 7:10
  1. Your Move
  2. All Good People
8. Roundabout - 6:43

## Musiciens
- Jon Anderson : chant, guitares, harpe
- Steve Howe : guitares, mandoline, chœurs
- Chris Squire : basse, chœurs
- Rick Wakeman : claviers
- Alan White : batterie, percussions